# J. C. Ramírez
Juan Carlos Ramírez (Managua, 16 de agosto de 1988) es un lanzador de béisbol profesional Nicaragüense que actualmente es agente libre. Ha jugado en la Major League Baseball (MLB) para los Philadelphia Phillies, Arizona Diamondbacks, Seattle Mariners, Cincinnati Reds y Los Angeles Angels, y en la Chinese Professional Baseball League (CPBL) para los Fubon Guardians.

## Carrera profesional

### Marineros de Seattle
Ramírez comenzó su carrera profesional en 2006, lanzando para los Marineros VSL. Con ellos, tuvo marca de 5-1 con efectividad de 1.66 en 14 juegos, 13 aperturas.
Lanzó para los Everett Aqua Sox de temporada corta en 2007, registrando un récord de 3-7 y una efectividad de 4.30 en 15 juegos iniciados.
En 2008, lanzó para la Clase-A Wisconsin Timber Rattlers de la Midwest League, con marca de 6–9 y efectividad de 4.14 en 25 juegos, 22 aperturas.
Con los Class-A Advanced High Desert Mavericks en 2009, tuvo marca de 8-10 con efectividad de 5.12 en 28 juegos, 27 aperturas. Fue agregado a la lista de 40 hombres de los Marineros el 20 de noviembre para protegerlo del Draft de la Regla 5.

### Filis de Filadelfia
El 16 de diciembre de 2009, Ramírez fue cambiado con Phillippe Aumont y Tyson Gillies a los Filis de Filadelfia por el lanzador de Grandes Ligas Cliff Lee.
Después de la temporada 2012, Ramírez jugó para la selección de béisbol de Nicaragua en el Torneo Clasificatorio del Clásico Mundial de Béisbol 2013.
El 29 de enero de 2013, Ramírez fue designado para asignación por los Filis. El 22 de junio de 2013, se seleccionó el contrato de Ramírez y fue llamado a los Filis después de que Mike Adams fuera colocado en la lista de lesionados. Hizo su debut en la MLB el 23 de junio en un juego contra los Mets de Nueva York, y ponchó al costado con la velocidad de su recta alcanzando las 98 MPH en una entrada. El 2 de agosto de 2013, Ramírez fue designado nuevamente para asignación por los Filis. El 25 de agosto, Ramírez fue seleccionado nuevamente a la lista de 40 hombres.
Ramírez fue eliminado de la lista el 16 de octubre de 2013. Eligió convertirse en agente libre el 18 de octubre.

### Indios de Cleveland
Ramírez firmó un contrato de ligas menores con los Indios de Cleveland el 1 de noviembre de 2013. Ramírez dividió la temporada entre Akron RubberDucks y Columbus Clippers.

### Cáscabeles de Arizona
Ramírez firmó con los Diamondbacks de Arizona el 1 de diciembre de 2014. Luego de comenzar el año con los Reno Aces, Ramírez fue seleccionado al roster activo el 10 de mayo de 2015. El 25 de mayo de 2015, Ramírez sufrió su primera derrota desde 2013, concediendo un jonrón de salida a Jhonny Peralta. El 13 de junio de 2015, los Diamondbacks designaron a Ramírez para asignación.

### Marineros de Seattle (segundo período)
Ramírez fue canjeado por los Cáscabeles a los Marineros de Seattle por dinero en efectivo el 27 de julio de 2015. El 8 de septiembre de 2015, los Marineros seleccionaron a Ramírez para la lista activa. El 6 de noviembre de 2015, los Marineros eliminaron a Ramírez de la lista de 40 hombres y eligió la agencia libre.

### Rojos de Cincinnati
Ramírez firmó con los Cincinnati Reds como agente libre el 25 de noviembre de 2015. Lanzó en 27 juegos para Cincinnati con un récord de 1-3, efectividad de 6.40, WHIP de 1.36 y 28 ponches en 32.1 entradas lanzadas.

### Ángeles de Los Ángeles
Ramírez fue reclamado de las exenciones de los Rojos de Cincinnati el 26 de junio de 2016. Lanzó en 43 juegos, el máximo de su carrera, y fue un miembro efectivo del bullpen, con una efectividad de 2.91 en 46 entradas. En 2017, Ramírez comenzó la temporada fuera del bullpen, pero debido a numerosas lesiones en la rotación de los Angelinos, fue relegado a un puesto de titular. Fue cerrado en agosto después de experimentar dolor en el antebrazo. En 24 aperturas, tuvo marca de 11-10 en147 1⁄3 entradas. Ramírez se desgarró el UCL en el codo de lanzar y se sometió a una cirugía Tommy John después de solo 2 aperturas en la temporada 2018. él lanzó6 2⁄3 entradas en la temporada con los Angelinos y fue 0-2. El 15 de agosto de 2019, Ramírez fue eliminado de la lista de los Angelinos luego de aparecer en solo 5 juegos debido a una lesión. Eligió la agencia libre el 14 de octubre de 2019. El 19 de febrero de 2020, Ramírez volvió a firmar con los Angelinos en un contrato de ligas menores. Se convirtió en agente libre el 2 de noviembre de 2020.

### Fubon Guardians
El 28 de diciembre de 2020, Ramírez firmó con los Fubon Guardians de la Liga de Béisbol Profesional de China para la temporada 2021. El 19 de marzo de 2021, Ramírez hizo su debut en la CPBL. El 9 de julio, los Guardianes liberaron a Ramírez y se fue de Taiwán.

### Diablos Rojos del México
El 13 de julio de 2021, Ramírez firmó con los Diablos Rojos del México de la Liga Mexicana. Fue puesto en libertad el 26 de enero de 2022.

### Mellizos de Minnesota
El 31 de marzo de 2022, Ramírez firmó un contrato de ligas menores con los Mellizos de Minnesota. Fue puesto en libertad el 13 de julio de 2022.